# Oehlenschlager Bluff
Das Oehlenschlager Bluff ist ein steiles Felsenkliff im westantarktischen Marie-Byrd-Land, das dort den Hull-Gletscher überragt. Es markiert den südwestlichen Ausläufer der Erickson Bluffs und der McDonald Heights.
Der United States Geological Survey kartierte die Formation anhand eigener Vermessungen und Luftaufnahmen der United States Navy zwischen 1959 und 1965. Das Advisory Committee on Antarctic Names benannte das Kliff 1974 nach dem US-amerikanischen Biologen Richard J. Oehlenschlager, der mit der USCGC Southwind in den Jahren 1971 und 1972 Populationsstudien von Robben, Walen und Vögeln in der Bellingshausen- und der Amundsen-See durchgeführt hatte.